# Araneus boesenbergi
Araneus boesenbergi är en spindelart som först beskrevs av Fox 1938.  Araneus boesenbergi ingår i släktet Araneus och familjen hjulspindlar. Inga underarter finns listade i Catalogue of Life.